# Dalteparin natrijum
Dalteparin natrijum je heparin niske molekulske težine (LMWH) pripremljen degradacijom azotastom kiselinom nefrakcionisanog heparina iz svinjske stomačne sluzokože. On je antikoagulans. On se sastoji od jako kiselih sulfatiranih polisaharidnih lanaca sa prosećnom molekulskom težinom od 5000 i oko 90% materijala u opsegu 2000-9000. LMWH ima predvidljiviji respons, dužu bioraspoloživost, i duži anti-Xa poluživot od nefrakcionisanog heparina. Dalteparin se može bezbedno koristiti kod trudnih žena.

## Literatura
- Hardman JG, Limbird LE, Gilman AG (2001). Goodman & Gilman's The Pharmacological Basis of Therapeutics (10. изд.). New York: McGraw-Hill. ISBN 0071354697. doi:10.1036/0071422803.
- Thomas L. Lemke; David A. Williams, ур. (2007). Foye's Principles of Medicinal Chemistry (6. изд.). Baltimore: Lippincott Willams & Wilkins. ISBN 0781768799.

## Spoljašnje veze
|  | Molimo Vas, obratite pažnju na važno upozorenje u vezi sa temama iz oblasti medicine (zdravlja). |